# Mourera fluviatilis
Espèce
Classification APG III (2009)
Mourera fluviatilis est une espèce de plantes à fleurs de la famille des Podostemaceae. C'est une plante aquatique saxicole néotropicale connue en Guyane sous le nom de salade coumarou (créole), kumalu nanian (Aluku) ou wïja (Wayana).
Mourera fluviatilis Aubl. est l'espèce type du genre Mourera Aubl..

## Description
Grande plante herbacée à feuilles polymorphes, entières à pennatiséquées, de 8–200 × 2–30 cm avec des excroissances rigides sur la face supérieure. Inflorescences dressées, en forme d'épée, hautes de 5–65 cm, pour 2–30 cm de large, avec 40–90 fleurs roses à violettes. Les fleurs comportent 16–20 tépales, écailleux à lancéolés, de moins de 0,5 mm de large, 20–35 étamines longues de 6–12 mm, disposés en 1 ou 2 verticilles. Le fruit est une capsule à 2 valves portant chacune 3 ou 5 nervures. On compte environ 2000 graines par fruit.
Mourera fluviatilis est l'espèce ayant les plus grandes feuilles chez les Podostemaceae et se distingue par sa grande inflorescence dressée et aplatie.

## Répartition
On rencontre Mourera fluviatilis sur le plateau des Guyanes et au nord-est de l'Amérique du Sud : Guyana, Suriname, Guyane, Brésil, Bolivie, Venezuela dans les États de Bolívar (Raudal Budare sur le Río Suapure, Río Caroní au-dessus de San Félix et à Salto Revaloso, haut Río Caura, Río Toro), et de l'Amazonas (Río Yureba à Salto Yureba).

## Écologie
Mourera fluviatilis colonise les rochers des sauts émergeant des cours d'eau tumultueux entre 30 et 400 m d'altitude. Elle est consommée par des escargots et des poissons dont divers gros Serrasalmidae végétariens tels les "coumarous" (Myleus rhomboidalis) auxquels elle doit son nom. Ses feuilles "thalloïdes" très découpées constitueraient une adaptation aux courants rapides et seraient le fruit de processus morphogénétiques originaux.

## Utilisations
Les feuilles de Mourera fluviatilis sont utilisées comme appât pour les poissons de la famille des Serrasalminae.

## Histoire naturelle
En 1775, le botaniste Aublet propose la diagnose suivante : 

« MOURERA fluviatilis. (Tabula 233.)
Herba, radice repente. Caules fimplices, afperi. Folia alterna, lobis mulriparcitis in lobulos undulatos, crifpos. Folia fuperne & inferne atrovirent, & ad angulos nervorum aculeo carnofo, rigido muniuntur. Flores fpicati, terminales ; pars inferior caulis cylindracea, fuperior qua: flores fert, ex uno latere convexa, &altero concava. Flores folitarii, pedunculaci, feriatim difpofiti, fupra utrumque marginem canaliculi. Singulus flos ante expanfionem, foliolis tribusinvolvitur, duobus internis oppoiitis, altero majori coopertis, deciduis ; pedunculus floris expand vagina membranacea, tenui, ban* obducitur. Filamenta flaminum violacea jfont, inferiori parte latiora, & fuperiore capillacea. Anthers lutea:. Difcus duodecim aculeis minimis in circuitu munitur.
Nomen Caribæaum MOUREROU.
Florebat, fructumque ferebat Novembri.
Habitat fupra crepidinem fluvii Sinémari. »

« LE MOURERE. (PLANCHE 233.)
Cette plante eſt aquatique ; elle croît ſur des rochers qui barrent le cours de la rivière de Sinémari. Ces rochers ſont toujours couverts d'eau qui, en tombant & coulant avec rapidité, forme une caſcade connue ſous le nom du grand ſaut de Sinémari. 
Cette plante pouſſe des branches charnues, rameuſes, couchées ſur les rochers auxquels elle eſt attachée par des paquets de menues racines. Les branches ſont cylindriques, âpres au toucher, garnies de feuilles ſeſſiles, alternes, découpées profondément en pluſieurs lobes qui ſont encore également découpés en lobes crépus & friſés. Celles-ci ſont vertes, âpres au toucher en deſſus & en deſſous, partagées dans toute leur longueur par une groſſe nervure ſaillante, de laquelle naiſſent des nervures latérales qui ſe prolongent ſur chacun des grands lobes de la feuille. Ces nervures en jettent d'autres latérales qui ſe répandent dans les portions de chaque petit lobe crépu. Les plus grandes feuilles, que j'aie pu meſurer, avoient deux pieds & demi de longueur, ſur un de largeur. Ces feuilles ont en deſſous, à chaque angle formé par les nervures, une épine charnue, âpre au toucher, longue de quatre à cinq lignes. 
À l'extrémité des branches & des rameaux ſortent des tiges hautes de deux pieds & plus, dont la partie ſupérieure, longue d'un pied, eſt convexe d'un côté, creuſée de l'autre en gouttière. Les deux bords ſont garnis d'un rang de boutons de fleurs, couchés les uns ſur les autres. Le bas de la tige eſt cylindrique, nud, & n'a qu'une ou deux petites feuilles près de ſon origine. 
La fleur en bouton eſt enveloppée par deux écailles oppoſées, recouvertes d'une plus grande. Elles ſont concaves & tombent peu de temps après l’épanouiſſement de la fleur. La fleur eſt portée ſur un pédoncule long d'un pouce, enveloppée à ſa baſe d'une gaîne membraneuſe, & de trois écailles. Cette fleur n'a point de calice ; elle eſt ſans corolle. 
Les étamines, rangées autour d'un ovaire, ſont au nombre de quarante, portées ſur un diſque bordé de douze petites pointes. Les filets des étamines ſont longs, grêles, violets, chargés chacun d'une anthère jaune, mobile & à deux bourſes. 
Le piſtil, qui eſt au centre des étamines, eſt un ovaire oblong; arrondi, cannelé, ſurmonté de deux styles recourbés en dedans, dont chacun eſt terminé par un stigmate obtus. 
L'ovaire devient une capsule à huit cannelures. Elle eſt ovale, ſèche, membraneuſe, & s'ouvre de ſon ſommet à ſa baſe en deux valves, en laiſſant à découvert un placenta oblong qui en occupe le centre, & qui eſt charge de semences très menues. 
Cette plante eſt nommée MOUREROU par les Galibis. Elle eſt toujours ſubmergée. Il n'y a hors de l'eau que la partie de la tige qui porte les fleurs. Je l'ai vue en cet état dans le mois de Novembre, & je ne l'ai trouvée que dans le ſeul endroit ou je l'ai indiquée. »

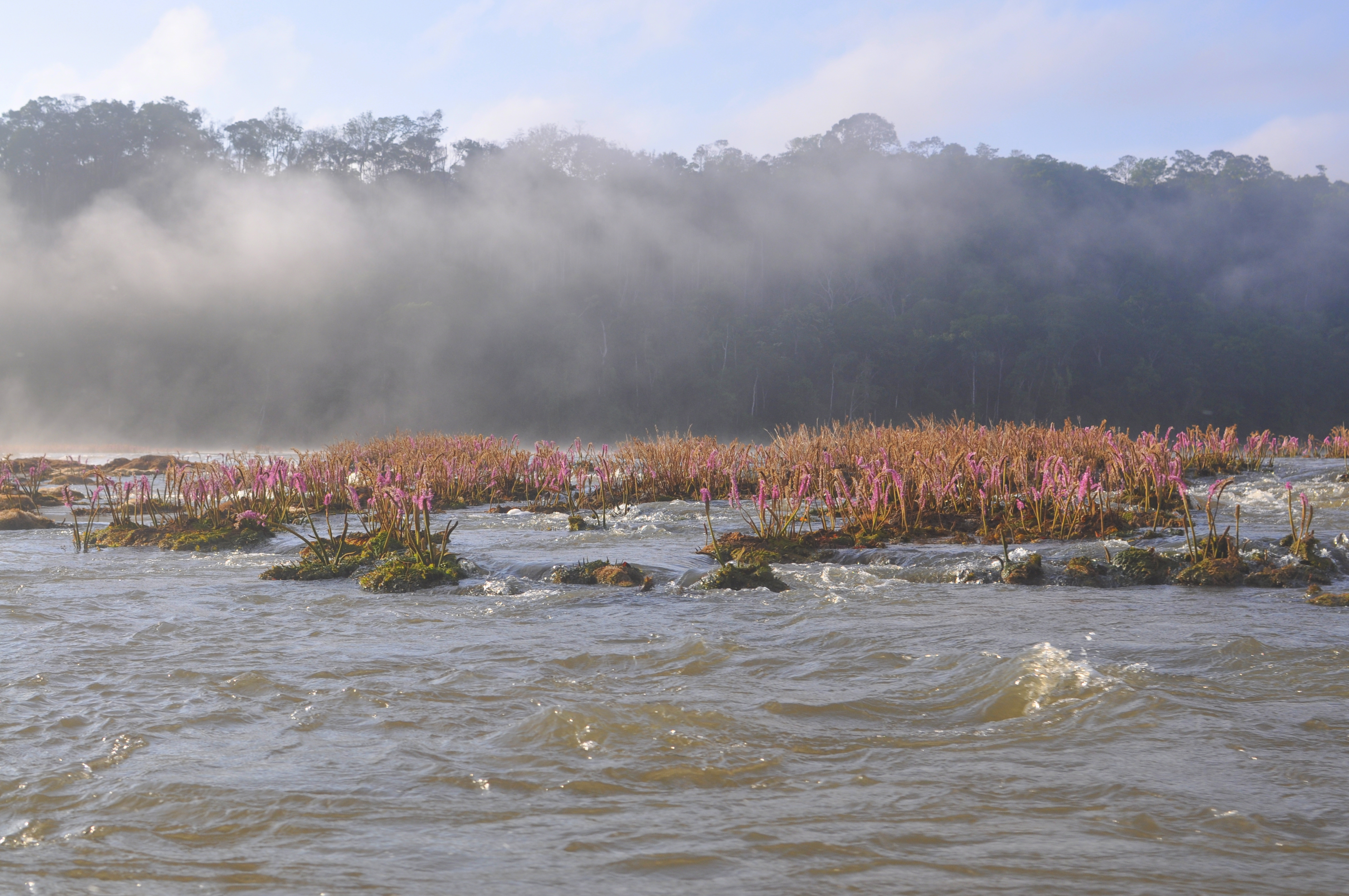
Floraison de la "Salade koumarou" (Mourera fluviatilis) sur le Fleuve Maroni, entre Maripasoula et Antécume-Pata
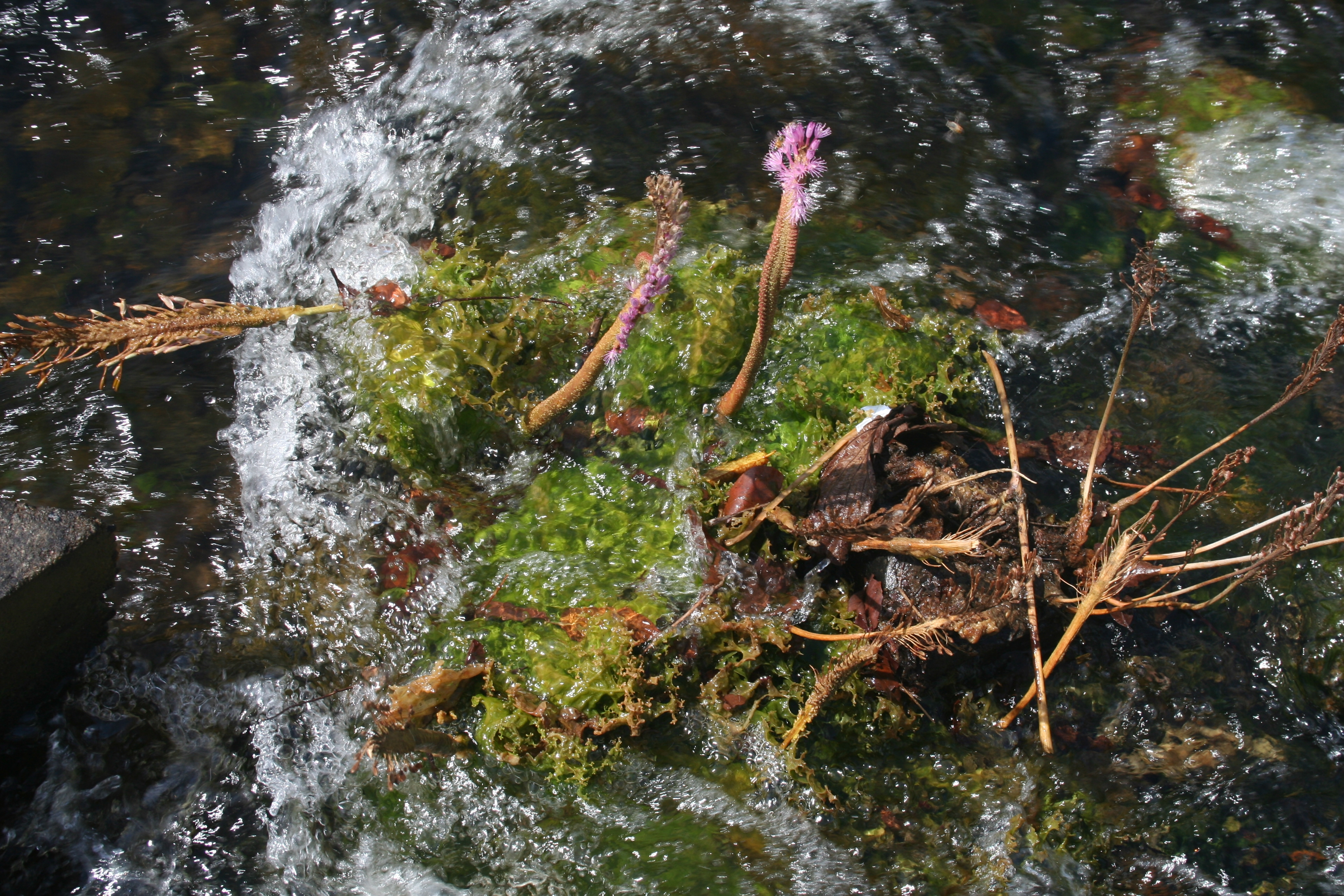
fleurs et fruits de Mourera fluviatilis dans le parc des chutes de la Llovizna, à Puerto Ordaz (Venezuela)
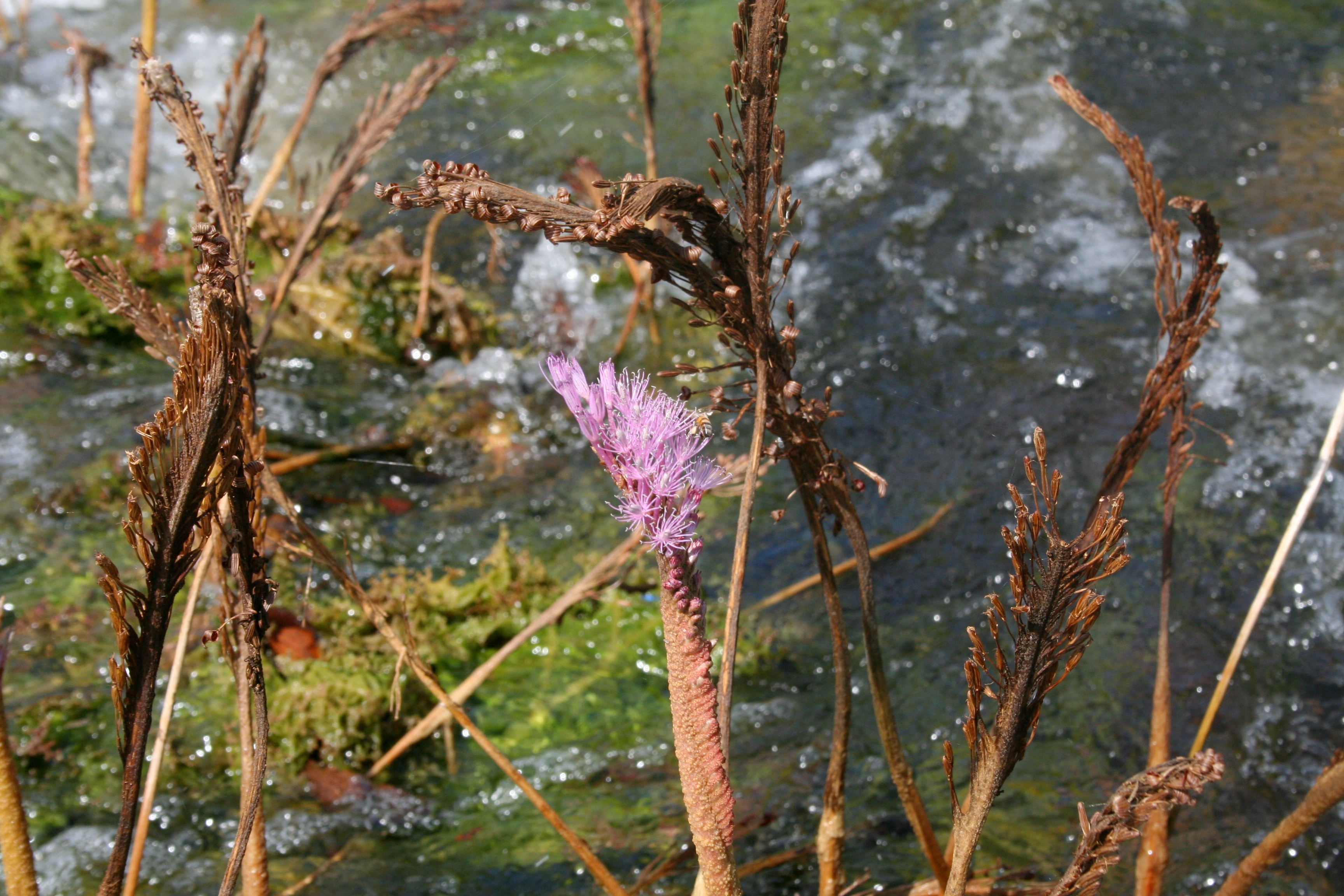
Inflorescences de Mourera fluviatilis émergeant de l'eau
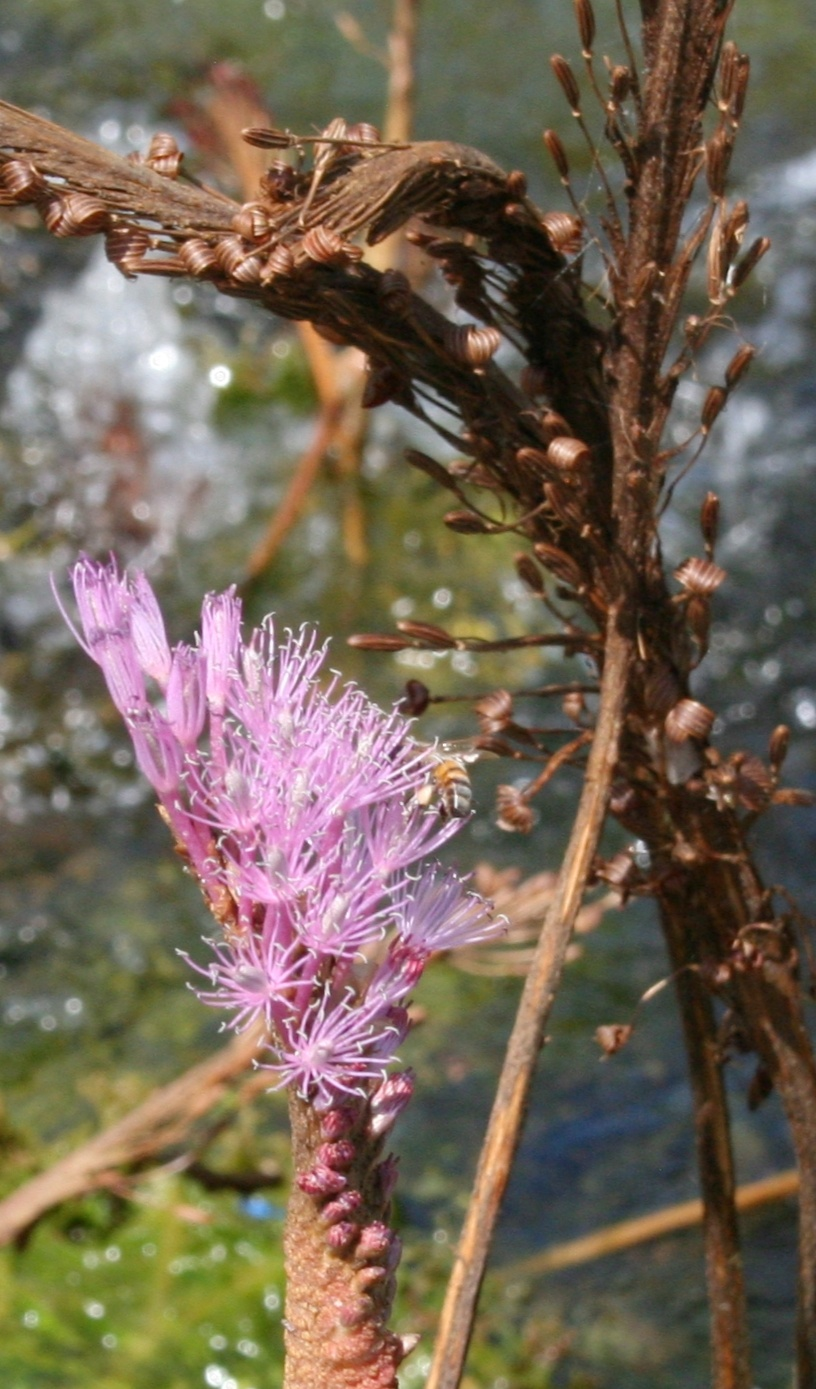
Détail des inflorescence et infrutescences de Mourera fluviatilis